# Baba Yetu
Baba Yetu (suahili: Ojcze nasz) – utwór Christophera Tina, który został użyty jako motyw muzyczny gry komputerowej Civilization IV wydanej w 2005.

## Historia
Utwór skomponował amerykański kompozytor Christopher Tin. Jako tekst wykorzystał słowa Modlitwy Pańskiej w języku suahili. Wersja utworu użyta w wydanej w 2005 grze komputerowej Civilization IV nagrana została przez Rona Ragina z towarzyszeniem chóru The Stanford Talisman z Uniwersytetu Stanforda. Na debiutanckiej płycie kompozytora Calling All Dawns, wydanej w 2009, utwór wykonał Soweto Gospel Choir z RPA. Utwór otrzymał Nagrodę Grammy w kategorii za najlepszą aranżację, instrumentalizację i wokal w 2011. Piosenka wykonywana jest przez różne chóry na całym świecie.

## Tekst
| suahili | polski |
| "Baba Yetu" | "Baba Yetu" |
| --- | --- |
| Baba yetu, yetu uliye Mbinguni yetu, yetu amina! Baba yetu yetu uliye M jina lako e litukuzwe. Utupe leo chakula chetu Tunachohitaji, utusamehe Makosa yetu, hey! Kama nasi tunavyowasamehe Waliotukosea usitutie Katika majaribu, lakini Utuokoe, na yule, muovu e milele! Ufalme wako ufike utakalo Lifanyike duniani kama mbinguni. (Amina) | Ojcze nasz, który jesteś w niebie. Amen! Ojcze nasz, święć się imię Twoje. Chleba naszego powszedniego daj nam dzisiaj, Przebacz nam nasze winy, Jak my przebaczamy naszym winowajcom Nie wódź nas na pokuszenie, ale nas zbaw ode złego. Przyjdź Królestwo Twoje jako w niebie tak i na ziemi. (Amen) |